# سوريش سينغ
سوريش سينغ (27 سبتمبر 1973 في ماليزيا - ) هو لاعب كريكت ماليزي. شارك مع منتخب ماليزيا الوطني للكريكت.